# Huechuraba
Huechuraba est une commune du Chili, située dans la province et la région métropolitaine de Santiago.

## Géographie

### Situation

Localisation de Huechuraba (en rouge) au sein de l'agglomération de Santiago.

Située au nord de l'agglomération de Santiago, la commune s'étend sur 44,8 km2 entre la chaîne de Manquehue au nord et le Mapocho au sud, et est limitée par les collines de La Pyramide à l'est et de Renca à l'ouest. Son territoire est divisé en deux par les collines Punta Mocha et La Región.

## Toponymie
Le nom de Huechuraba provient de wechun raüwe en langue mapuche, signifiant : « lieu argileux élevé ».

## Histoire
En 1862, la ville de Santiago est divisée en 158 districts, dont un, le 27e, est appelé Huechuraba. À partir de 1927, il est intégré à la commune de Conchalí. 
La commune de Huechuraba est créée le 9 mars 1981 mais la municipalité n'est formellement établie que le 20 mai 1991 et son premier maire nommé.

## Population et société

### Démographie
En 2017, la population s'élevait à 98 671 habitants.

## Politique et administration
La commune est dirigée par un maire et huit conseillers élus pour un mandat de quatre ans. Les dernières élections ont eu lieu les 26 et 27 octobre 2024.
| Période           | Période           | Identité              | Étiquette        | Qualité |
| ----------------- | ----------------- | --------------------- | ---------------- | ------- |
| 12 août 1991      | 6 décembre 2000   | Sofía Prats Cuthbert  | PPD              |         |
| 6 décembre 2000   | 14 septembre 2011 | Carolina Plaza Guzmán | UDI              |         |
| 14 septembre 2011 | 6 décembre 2012   | Eduardo Flores Concha | UDI              |         |
| 6 décembre 2012   | 15 novembre 2024  | Carlos Cuadrado Prats | PPD              |         |
| 6 décembre 2024   | en fonction       | Max Luksic (es)       | Ind./Chile Vamos |         |

## Transports
La commune est desservie en limite de son territoire par deux stations du métro de Santiago. Au sud-est, la station Vespucio Norte de la ligne 2 est située en limite avec Recoleta et est reliée à un pôle multimodal. Au nord-ouest, la station Los Libertadores de la ligne 3 est établie en limite avec Conchalí et Quilicura. Enfin, elle est également desservie par le réseau d'autobus Red de l'agglomération de Santiago.